# Phaeogenes testaceicornis
Phaeogenes testaceicornis är en stekelart som först beskrevs av Cameron 1908.  Phaeogenes testaceicornis ingår i släktet Phaeogenes och familjen brokparasitsteklar. Inga underarter finns listade i Catalogue of Life.